# Histologia

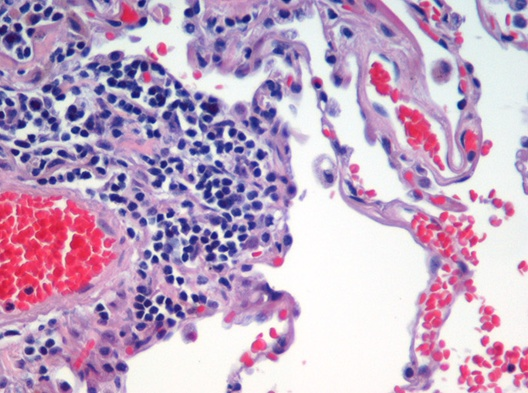
Preparat histopatologiczny tkanki płuc z rozedmą płuc, barwiony hematoksyliną i eozyną (H+E)

Histologia (z gr. histos – tkanka, logos – wiedza, nauka) – nauka o budowie, rozwoju i funkcjach tkanek, w odróżnieniu do anatomii zajmuje się badaniem mikroskopowej budowy ciała. Nauka o mikroskopowych wykładnikach chorób nosi nazwę histopatologii.
W rzeczywistości zakres zainteresowań histologii bywa traktowany szerzej, poza histologią ogólną obejmuje też histologię szczegółową (anatomię mikroskopową) – naukę o mikroskopowej budowie narządów oraz cytologię i embriologię.